# Hiroto Asada
Hiroto Asada (japanisch 浅田 大翔 Asada Hiroto; * 16. Januar 2008 in der Präfektur Kanagawa) ist ein japanischer Fußballspieler.

## Karriere

### Verein
Hiroto Asada erlernte das Fußballspielen in der Jugend der Yokohama F. Marinos. Hier unterschrieb er am 1. Februar 2025 auch seinen ersten Vertrag. Der Verein aus Yokohama spielt in der ersten Liga, der J1 League. Sein Erstligadebüt gab Hiroto Asada am 15. Juni 2025 (20. Spieltag) im Auswärtsspiel gegen Albirex Niigata. Bei der 1:0-Niederlage wurde er in der 90.+4' Minute für den Brasilianer Anderson Lopes eingewechselt.

### Nationalmannschaft
Hiroto Asada spielt seit 2023 für verschiedene Nationalmannschaften seines Landes. Mit der U17-Mannschaft nahm er im April 2025 an der U17-Asienmeisterschaft in Usbekistan teil. Hier erreichte er mit dem Team das Viertelfinale, das man jedoch gegen Saudi-Arabien im Elfmeterschießen verlor.